# ワッタース朝

ワッタース朝

ワッタース朝の版図（赤の部分）

ワッタース朝（ワッタースちょう）はフェズを首都として現在のモロッコ地域を支配した王国、フェズ王国を統治した王朝。
1472年に建国したが、サアド朝が1509年に成立してモロッコの南部を支配され、ワッタース朝はモロッコの北部のみを支配することになった。
1554年にサアド朝によりモロッコの支配権は完全に奪われた。

## 歴代君主
- 1472年 - 1504年：Abu Abd Allah al-Sheikh Muhammad ibn Yahya
- 1504年 - 1526年：Abu Abd Allah al-Burtuqali Muhammad ibn Muhammad
- 1526年 - 1526年：Abu al-Hasan Abu Hasan Ali ibn Muhammad
- 1526年 - 1545年：Abu al-Abbas Ahmad ibn Muhammad
- 1545年 - 1547年：Nasir ad-Din al-Qasri Muhammad ibn Ahmad
- 1547年 - 1549年：Abu al-Abbas Ahmad ibn Muhammad
- 1554年 - 1554年：Abu al-Hasan Abu Hasun Ali ibn Muhammad